# Сюскюярви
Сю́скюя́рви (фин. Syskyjärvi) — озеро на территории Питкярантского городского поселения Питкярантского района Республики Карелия.

## Общие сведения
Площадь озера — 3,8 км², площадь бассейна — 186 км². Располагается на высоте 69,0 метра над уровнем моря. Котловина ледникового происхождения.
Рыбы: щука, плотва, налим, окунь, ёрш.
Форма озера овальная, чуть вытянутая с юго-востока на северо-запад. Берега изрезаны. В северо-западной части озера расположен остров, на котором сохраняется старое финское кладбище. В озеро впадают две реки:
- Кютсиноя (фин. Kytsinoja[4]): вытекает из озера Кютсинъярви (фин. Kytsinjärvi[4]), в которое втекает ручей Луопасоя (фин. Luopasoja[4]), вытекающий из озера Луопасъярви[3][5].
- Хейняйоки.

Из северо-западной оконечности озера вытекает река Сюскюянйоки. Берега озера каменисто-песчаные, местами заболоченные.
К западу от озера проходит автомобильная дорога 86К-13 («Суоярви — Койриноя»).
На западном берегу озера ранее располагалась одноимённая деревня, в настоящее время нежилая и занятая дачниками.
Код водного объекта в государственном водном реестре — 01040300211102000013568.

## Бассейн озера
Озеро Сюскюярви входит в проточную систему озёр:
- Сюскюярви (69)
  - ручей Кютсиноя (фин. Kytsinoja)
    - озеро Тюхьялампи (фин. Tyhjälampi)
    - озеро Кютсинъярви (фин. Kytsinjärvi) (86)
      - озеро Кютсинлампи (фин. Kytsinlampi) (86)
      - озеро Хейнялампи (фин. Heinälampi)
        - озеро Лотиналампи (фин. Lotinalampi)
          - озеро Мусталампи (фин. Mustalampi) (88)
            - озеро Луопасъярви (фин. Luopasjärvi) (100)
              - озеро Юля-Луопаярви (фин. Ylä Luopasjärvi) (100,8)
                - озеро Хясянлампи (фин. Häsänlampi) (107)

  - озеро Тювилампи (фин. Tyvilampi) (70)
    - озеро Маентакайнен (фин. Mäentakainen) (70)
      - озеро Полвиярви (фин. Polvijärvi) (79)

    - озёра Валкеаламмет (фин. Valkealammet)
      - озеро Валкеалампи (фин. Valkealampi) (75)
        - озеро Валкеалампи (фин. Valkealampi) (76)
          - озеро Валкиаярви (фин. Valkeajärvi) (79)

  - озеро Салментаканен (фин. Salmentakainen) (69)
    - озеро Муталампи (фин. Mutalampi) (69)
    - озеро Кайталампи (фин. Kaitalampi)(70)

  - река Хейняйоки (фин. Heinäjoki, Heinäoja)
    - озеро Вийруккалампи (фин. Viirukkalampi) (70)
      - ручей Варпаоя (фин. Varpaoja)
        - озеро Маткалампи (фин. Matkalampi) (72)
          - озеро Ломулампи (фин. Lomulampi) (75)
            - озеро Воккалампи (фин. Bokkalampi) (76)
              - озеро Сууриярви (фин. Suurijärvi) (77)
                - озеро Салмилампи (фин. Salmilampi) (82)
                  - ручей Салмиламменоя (фин. Salmilammenoja)
                    - озеро Плотина-Мустаярви (фин. Plotina Mustajärvi) (86)
                      - озеро Варпаярви (фин. Varpajärvi) (89)
                        - озеро Кимаярви (фин. Kiimajärvi) (89)
                          - озеро Валкамаярви (фин. Valkamajärvi) (89)
                            - озёра Айттоламмет (фин. Aittolammet) (93)

                      - озеро Иоутсенъярви (фин. Joutsenjärvi) (87)
                        - озеро Латваярви (фин. Latvajärvi) (89)
                          - озеро Сариярви (фин. Saarijärvi) (89)

      - озеро Котолампи (фин. Kotolampi) (70)
      - озеро Койвикколампи (фин. Koivikkolampi) (70)
        - пролив Суласалми (фин. Sulasalmi) (71)
          - озеро Онкилуслампи (фин. Onkiluslampi) (73)
          - озеро Кивилампи (фин. Kiviampi)
            - озеро Луотолампи (фин. Luotolampi) (72)
              - озеро Суури-Нийнилампи (фин. Suuri Niinilampi) (84)
                - озеро Саммаллампи (фин. Sammallampi) (89)

              - ручей Луотооя (фин. Luotooja)
                - озеро Ахвенъярви (фин. Ahvenjärvi) (90)
                - Луотоярви (фин. Luotojärvi) (90)
                  - Юля-Луотоярви (фин. Ylä Luotojärvi) (92)
                    - озеро Кайтаярви (фин. Kaitajärvi) (92)
                      - озеро Каукоярви (фин. Kaukojärvi) (92)
                        - озеро Контиокивенкангас (фин. Kontiokivenkangas) (92)
                          - озеро Вехкалампи (фин. Vehkalampi) (92)
                            - озеро Ала-Вехкаярви (фин. Ala Vehkajärvi) (100)
                            - озеро Юля-Вехкаярви (фин. Ylä Vehkajärvi) (100)
                            - озеро Пурнулампи (фин. Purnulampi)

Также к озеру Сюскюярви относится озеро без поверхностного стока Суури-Коуккулампи (фин. Suuri Koukkulampi) (79).

## Фотографии
|  |  |